# نئااسمیرنی
شهر نئااسمیرنی در استان آتیک در کشور یونان واقع شده است که دارای جمعیت ۷۶٬۱۳۲  نفر می‌باشد.